# Coupe d'Europe des vainqueurs de coupe masculine de handball 1991-1992
Navigation
Coupe des Coupes 1990-1991 Coupe des coupes 1992-1993
La Coupe d'Europe des vainqueurs de coupe masculine de handball 1991-1992 est la 17e édition de la Coupe d'Europe des vainqueurs de coupe masculine de handball.
Organisée par la Fédération internationale de handball (IHF), la compétition est ouverte à 26 clubs de handball d'associations membres de l'EHF. Ces clubs sont qualifiés en fonction de leurs résultats dans leur pays d'origine lors de la saison 1990-1991.
Elle est remportée par le club hongrois du Bramac Veszprém SE, vainqueur en finale du club allemand du TSV Milbertshofen.

## Résultats

### Premier tour
| Équipe 1              | Score   | Équipe 2             | Aller | Retour |
| --------------------- | ------- | -------------------- | ----- | ------ |
| Hermes La Haye        | 39 – 49 | RTV 1879 Bâle        | 24-21 | 15-28  |
| IL Runar Sandefjord   | 41 – 33 | ÍB Vestmannaeyja     | 21-14 | 20-19  |
| GOG Gudme             | 68 – 38 | SIF Siuntio          | 39-21 | 29-17  |
| VSŽ Košice            | 58 – 36 | NSA Sofia            | 28-17 | 30-19  |
| ASKÖ Linz             | 51 – 45 | Grunwald Poznań      | 29-19 | 22-26  |
| Initia HC Hasselt     | 41 – 56 | HB Vénissieux Lyon   | 21-31 | 20-25  |
| Halkbank Ankara       | ?? – ?? | Dinamo Astrakhan     | 20-22 | ??-??  |
| HB Dudelange          | 29 – 54 | TUSEM Essen          | 11-25 | 18-29  |
| Pallamano Trieste     | 44 – 43 | Sporting CP Lisbonne | 22-23 | 22-20  |
| Maccabi Rishon LeZion | 53 – 50 | ESN Vrilissia        | 28-17 | 25-33  |

### Huitièmes de finale
Les résultats des huitièmes de finale sont :
| Équipe 1                 | Score   | Équipe 2           | Aller | Retour |
| ------------------------ | ------- | ------------------ | ----- | ------ |
| Elgorriaga Bidasoa Irun  | 37 – 43 | Bramac Veszprém SE | 18-26 | 19-17  |
| IL Runar Sandefjord      | 35 – 35 | RTV 1879 Bâle      | 20-18 | 15-17  |
| VSŽ Košice               | 38 – 43 | GOG Gudme          | 21-17 | 17-26  |
| Maccabi Rishon LeZion    | 36 – 53 | ASKÖ Linz          | 24-27 | 12-26  |
| Dinamo Astrakhan         | 34 – 32 | HB Vénissieux 85   | 21-15 | 13-17  |
| Étoile rouge de Belgrade | 40 – 37 | Irsta HF           | 25-18 | 15-19  |
| Universitatea Craiova    | 46 – 58 | TUSEM Essen        | 27-29 | 19-29  |
| Pallamano Trieste        | 44 – 54 | TSV Milbertshofen  | 19-28 | 25-26  |

Les buteurs du HB Vénissieux 85 étaient :
- match aller : Lathoud (6), Perreux (1), Lepetit (1), Perli (3), Calić (2), Monthurel (1), Munier (1), Lukić (GB).
- match retour : Lathoud (1), Moualek (3), Perli (1), Calic (2), Monthurel (2), Munier (4), Julia (3), Ouerghemmi (1), Lukić (GB).

### Quarts de finale
| Équipe 1           | Score   | Équipe 2                 | Aller | Retour |
| ------------------ | ------- | ------------------------ | ----- | ------ |
| Bramac Veszprém SE | 57 – 39 | RTV 1879 Bâle            | 31-20 | 26-19  |
| GOG Gudme          | 56 – 44 | ASKÖ Linz                | 30-17 | 26-27  |
| TUSEM Essen        | 38 – 35 | Dinamo Astrakhan         | 22-14 | 16-21  |
| TSV Milbertshofen  | 40 – 31 | Étoile rouge de Belgrade | 18-11 | 22-20  |

### Demi-finales
| Équipe 1           | Score   | Équipe 2    | Aller | Retour |
| ------------------ | ------- | ----------- | ----- | ------ |
| Bramac Veszprém SE | 50 – 40 | GOG Gudme   | 24-19 | 26-21  |
| TSV Milbertshofen  | 35 – 33 | TUSEM Essen | 13-17 | 22-16  |

### Finale
| Équipe 1           | Score   | Équipe 2          | Aller | Retour |
| ------------------ | ------- | ----------------- | ----- | ------ |
| Bramac Veszprém SE | 51 – 34 | TSV Milbertshofen | 24-14 | 27-20  |